# Los Dos Caminos

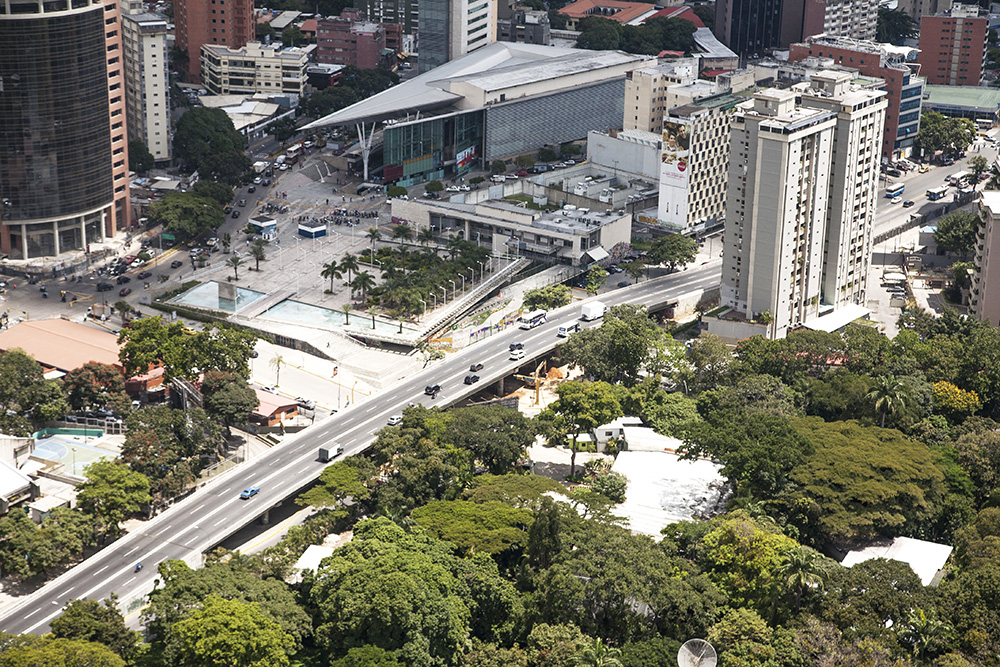
Vista de la Plaza Miranda, del Elevado de Los Dos Caminos y del Centro Comercial Millenium Mall.

Los Dos Caminos es una urbanización ubicada en el noreste del área metropolitana de la Gran Caracas. Se encuentra ubicada en la parroquia Leoncio Martínez, del Municipio Sucre del Estado Miranda. La urbanización cuenta con la iglesia ortodoxa rusa San Nicolás de Bari. Actualmente es la única iglesia rusa operativa en la Gran Caracas, ya que las iglesias de Catia y Altavista fueron clausuradas en 2012.

## Historia
Los Dos Caminos, fue fundada como urbanización campestre ubicada a las afueras de Caracas a inicios de la década de 1930, en esa época contaba con residencias unifamiliares de las cuales quedan pocas y a lo largo de los años ha ido proliferando edificios residenciales y comerciales además de algunas de las antiguas residencias unifamiliares que todavía quedan en pie. Actualmente es una urbanización de carácter principalmente residencial y comercial.
Su desarrollo fue paralelo con el de las urbanizaciones "Los Chorros" y "Montecristo" de la Parroquia Leoncio Martínez.
Entre otras edificaciones presentes: se puede mencionar la sede de la Universidad Alejandro de Humboldt (antigua sede de la "Compañía Nacional de Navegación"); el Instituto Universitario Nuevas Profesiones (INNP) y el Instituto de Mejoramiento Profesional del Magisterio (IMPM) perteneciente al Pedagógico de Caracas, así como también el Centro Comercial Millennium.
Entre sus arterias viales esta la Avenida Rómulo Gallegos que es el eje vial más importante del municipio Sucre que comienza en Santa Eduvigis y termina en Petare, la Avenida Sucre atraviesa toda la urbanización, comienza en el cruce con la Avenida Romulo Gallegos y termina conectada con la Avenida Boyacá (o "Cota Mil"). Dentro de los colegios de la zona con mayor trayectoria y reconocimiento se encuentra la Unidad Educativa Experimental Luis Beltrán Prieto Figueroa (Institución Pública) y el Colegio Madre Emilia (Institución Privada Religiosa) 
En la zona predomina los edificios de vivienda y algunos edificios de oficina como el Centro Comercial Millennium y la Superintendencia de Bancos (SUDEBAN).
También en esta zona se encuentra ubicada la estación del Metro de Caracas: "Los Dos Caminos".